# What's Your Name (Usher)
What's Your Name è un singolo del cantante statunitense Usher, con la collaborazione di will.i.am. Il brano è stato pubblicato nel 2008 ed estratto dall'album Here I Stand.

## Tracce
- Download digitale

1. What's Your Name – 3:58